# Il principe di Donegal
Il principe di Donegal (The Fighting Prince of Donegal) è un film del 1966 diretto da Michael O'Herlihy.